# Santiago González Escudero
Santiago González Escudero (León, 18 de junio de 1945-Oviedo, 7 de mayo de 2008) fue un filósofo y docente español. Decano de la Facultad de Filosofía de Oviedo de 2004 a 2008.

## Trayectoria
Estudió en la Universidad de Salamanca donde se licenció en la Sección de Clásicas de la Facultad de Filosofía y Letras. En 1969, con veinticuatro años, se incorporó como catedrático de Griego al Cuerpo de Catedráticos Numerarios de Institutos Nacionales de Enseñanza Media de España, fijando su residencia desde ese año en Asturias. Como docente, ejerció en los institutos de bachillerato de Luarca, La Calzada (Gijón), Lugones, Sotrondio y en el Instituto Alfonso II de Oviedo.
En 1989 fue nombrado Profesor Titular de Historia de la Filosofía griega de la Universidad de Oviedo. En noviembre de 2004 fue elegido Decano de la Facultad de Filosofía de Oviedo, donde impartió las asignaturas de Historia Filológica de la Filosofía e Historia de la Filosofía antigua. Ejerció el cargo de Decano hasta su fallecimiento en 2008. Tenía 62 años de edad.
Publicó artículos en revistas especializadas del ámbito de la filosofía como El Basilisco y Psicothema, así como colaboró y fue miembro del consejo de redacción de la revista de Filosofía Eikasia.
Fue miembro de la Sociedad Asturiana de Filosofía, del Movimiento por la Paz, el Desarme y la Libertad en Asturias y de la Sociedad Ibérica de Filosofía.

## Reconocimientos
En mayo de 2005, la Facultad de Filosofía de Oviedo descubrió una placa conmemorativa del primer año de su fallecimiento nominando al Aula 05 con el nombre de Santiago González Escudero.
En 2019, se publicó el primer volumen Logos y Polis, Escritos de Santiago González Escudero, que compila parte de sus artículos, y en enero de 2020, se presentó en Oviedo el Volumen II del mismo título.

## Obras
- 1987 Epicuro y Marx. Pentalfa Ediciones, Oviedo ISBN: 978-84-85422-61-6
- 1995, Ciudadano y ciudad. Enfoque histórico-artístico. Movimiento por la Paz, Democracia y Libertad (Asturias), ISBN: 978-84-88309-07-5
- 2019, Logos y polis, Volumen I, Eikasia Ediciones, ISBN: 978-84-15203-50-6
- 2020, Logos y polis, Volumen II, Eikasia Ediciones, ISBN: 978-84-15203-51-3